# 롱비치 컨벤션 앤드 엔터테인먼트 센터
롱비치 컨벤션 앤드 엔터테인먼트 센터(영어: Long Beach Convention and Entertainment Center) 미국 캘리포니아주 롱비치에 위치한 컨벤션 센터이자 실내 경기장이다. 과거 NHL 로스앤젤레스 킹스와 IHL/ECHL 롱비치 아이스독스, WHA 로스앤젤레스 샤크스의 홈경기장으로 NBA 로스앤젤레스 레이커스의 제2홈경기장으로 사용했다.